# 火銃棋
火銃棋（Cannon），是游戏设计师David E. Whitcher在2003年推出的兩人棋類。

## 棋具
- 10*10直線棋盤。
- 棋子兩種，每方里一枚，兵十五枚，以兩色區分敵我。

## 規則
- 初始佈置為雙方將兵放在範圍為己方左側數來單數縱行，己方底線數來第二、三、四線的十五個空棋點。里放於己方底線的任一空點。

- 每方回合必須選擇以下四種行動之一：
  - 步吃：移動一子朝正前或斜前方，循一步至空或敵棋的鄰點；或朝左右方向至敵棋的鄰點。該點有敵子則被移出棋盤。
  - 射擊：若三枚己棋或以上連成一直線，則可朝某一端的連線方向，將距離兩點或三點遠的一枚敵棋移出棋盤。
  - 雙躍：跳過正好兩枚緊連的己棋到同方向的第一個空點。
  - 後退：若有敵棋在己棋的斜或正鄰點，則該枚棋獳往斜後退兩步至空點，中途不得有阻礙。

- 消滅敵方里獲勝。[1]

## 外部連結
- 遊戲介紹 （页面存档备份，存于）
- 遊戲下載
- 實戰棋譜 （页面存档备份，存于）